# Казка феї
«Казка феї» (тур. Bir Peri Masalı) — турецький телесеріал 2022 року у жанрі драми та створений компанією Medyapım. В головних ролях — Аліна Боз, Таро Емір Текін, Назан Кесал, Хазал Філіз Кючюккьосе, Мюфіт Каяджан, Мустафа Мерт Коч.
Перша серія вийшла в ефір 28 вересня 2022 року.
Серіал має 1 сезон.  Завершився 13-м епізодом, який вийшов у ефір 27 грудня 2022 року.
Режисер серіалу — Мерве Чолак, Чагіл Бокут.
Сценарист серіалу — Деніз Акчай, Армаган Гульсахін, Мурат Емір Ерен, Гохан Атасой.

## Сюжет
Зейнеп — дівчина з бідних верств, яка працює нянею, але мріє розбагатіти. Її батько серйозно хворий, він справжній любитель перегонів. Мрія дівчини раптово збувається, коли на день народження вона отримує велику суму грошей. За допомогою грошей вона намагається вибратися в люди та попереду на неї чекає серйозний іспит.

## Актори та персонажі
| Актор                  | Роль            |
| ---------------------- | --------------- |
| Аліна Боз              | Зейнеп / Меліс  |
| Таро Емір Текін        | Онур Коксал     |
| Назан Кесал            | Харіка Коксал   |
| Хазал Філіз Кючюккьосе | Несліхан Коксал |
| Мюфіт Каяджан          | Хаміт Кьоксал   |
| Мустафа Мерт Коч       | Зафер Кьоксал   |
| Деніз Угур             | Фіген           |
| Тюлін Едже             | Уміт Кьоксал    |
| Баран Бьолюкбаші       | Альп            |
| Кадір Чермік           | Самет           |
| Білгі Айдогмуш         | Біге            |
| Окан Урун              | Меріх           |
| Сенер Савас            | Ферді           |
| Джанан Аталай          | Філіз           |
| Алі Аксьоз             | Фуат Гурман     |
| Мерве Офлаз            | Ела             |

## Сезони
| Сезон | Епізоди | Епізоди | Оригінальний показ | Оригінальний показ | Оригінальний показ |
| Сезон | Епізоди | Епізоди | Перший показ       | Останній показ     | Мережа             |
| ----- | ------- | ------- | ------------------ | ------------------ | ------------------ |
| 1     | 13      | 13      | 28 вересня 2022    | 27 грудня 2022     | FOX                |

## Рейтинги серій

### Сезон 1 (2022)
| Серія       | Рейтинг (TOTAL) | Рейтинг (AB) | Рейтинг (ABC1) |
| ----------- | --------------- | ------------ | -------------- |
| 1.          | 3.68            | 3.14         | 3,58           |
| 2.          | 3.19            | 2.47         | 3.32           |
| 3.          | 3.13            | 2.38         | 3.27           |
| 4.          | 2.30            | 2.03         | 2.41           |
| 5.          | 2.50            | 2.24         | 2.30           |
| 6.          | 3.02            | 2.04         | 3.02           |
| 7.          | 2.60            | 1,86         | 2.72           |
| 8.          | 3.25            | 2.49         | 3.23           |
| 9.          | 3.45            | 2,98         | 3.31           |
| 10.         | 2.88            | 2.32         | 3.05           |
| 11.         | 2.88            | 2.34         | 2.76           |
| 12.         | 1.55            | 1,80         | 1.61           |
| 13. (фінал) | 1.74            | 2.41         | 1.89           |